# ستيفان موريسو
ستيفان موريسو (بالفرنسية: Stéphane Morisot)‏ هو لاعب كرة قدم فرنسي في مركز الوسط، ولد في 11 يناير 1978 في لانجر في فرنسا. لعب مع نادي تروا ونادي ديجون ونادي روان ونادي سيدان ونادي ميتز ونادي نيور.

## وصلات خارجية
- ستيفان موريسو على موقع قاعدة بيانات كرة القدم.إي يو (الإنجليزية)
- ستيفان موريسو على موقع ليكيب (الفرنسية)